# Première circonscription de l'Aube
La première circonscription de l'Aube est représentée dans la XVIIe législature par Jordan Guitton, député Rassemblement national.

## Description géographique et démographique

### De 1958 à 1986
La première circonscription de l'Aube était composée de :
- Canton d'Arcis-sur-Aube
- Canton de Bar-sur-Aube
- Canton de Brienne-le-Château
- Canton de Chavanges
- Canton d'Essoyes
- Canton de Piney
- Canton de Ramerupt
- Canton de Soulaines-Dhuys
- Canton de Troyes-I
- Canton de Vendeuvre-sur-Barse

### Depuis 1988
La première circonscription de l'Aube occupe l'est et le nord-est du département. Elle partage avec les deux autres circonscriptions du département la ville de Troyes, préfecture, et englobe la ville de Bar-sur-Aube. Elle regroupe les cantons suivant :
- Canton d'Arcis-sur-Aube (8 804 habitants)
- Canton de Bar-sur-Aube
- Canton de Brienne-le-Château
- Canton de Chavanges
- Canton de Creney-près-Troyes
- Canton d'Essoyes
- Canton de Piney
- Canton de Ramerupt
- Canton de Soulaines-Dhuys
- Canton de Troyes-1 (14 323 habitants)
- Canton de Troyes-2 (16 438 habitants)
- Canton de Vendeuvre-sur-Barse

## Historique des députations
| Législature | Début de mandat | Fin de mandat  | Député                | Parti politique | Observations |
| ----------- | --------------- | -------------- | --------------------- | --------------- | --- |
| Ire         | 9 décembre 1958 | 9 octobre 1962 | Louis Briot           | UNR             | Mandat écourté à la suite d'une dissolution parlementaire décidée par Charles de Gaulle.                                                               |
| IIe         | 6 décembre 1962 | 2 avril 1967   | Louis Briot           | UNR-UDT         | |
| IIIe        | 3 avril 1967    | 30 mai 1968    | Louis Briot           | UD-Ve           | Mandat écourté à la suite d'une dissolution parlementaire décidée par Charles de Gaulle.                                                               |
| IVe         | 11 juillet 1968 | 1er avril 1973 | Louis Briot           | UDR             | |
| Ve          | 2 avril 1973    | 2 avril 1978   | André Gravelle        | PS              | |
| VIe         | 3 avril 1978    | 22 mai 1981    | Pierre Micaux         | UDF             | Mandat écourté à la suite d'une dissolution parlementaire décidée par François Mitterrand.                                                             |
| VIIe        | 2 juillet 1981  | 1er avril 1986 | Pierre Micaux         | UDF             | |
| IXe         | 23 juin 1988    | 1er avril 1993 | Pierre Micaux         | UDF             | Maire de Vendeuvre-sur-Barse |
| Xe          | 2 avril 1993    | 21 avril 1997  | Pierre Micaux         | UDF             | Maire de Vendeuvre-sur-Barse (→ 1995) Mandat écourté à la suite d'une dissolution parlementaire décidée par Jacques Chirac.                            |
| XIe         | 12 juin 1997    | 18 juin 2002   | Pierre Micaux         | UDF             | |
| XIIe        | 19 juin 2002    | 19 juin 2007   | Pierre Micaux         | UMP             | |
| XIIIe       | 20 juin 2007    | 19 juin 2012   | Nicolas Dhuicq        | UMP             | Maire de Brienne-le-Château Conseiller général du Canton de Brienne-le-Château (→ 2011)                                                                |
| XIVe        | 20 juin 2012    | 20 juin 2017   | Nicolas Dhuicq        | UMP             | |
| XVe         | 21 juin 2017    | 21 juin 2022   | Grégory Besson-Moreau | LREM            | |
| XVIe        | 22 juin 2022    | 9 juin 2024    | Jordan Guitton        | RN              | Conseiller régional du Grand Est Conseiller municipal de Troyes Mandat écourté à la suite d'une dissolution parlementaire décidée par Emmanuel Macron. |

## Historique des élections

### Élections de 1958
| Candidat       | Candidat            | Parti                     | Premier tour | Premier tour | Second tour | Second tour |  |
| Candidat       | Candidat            | Parti                     | Voix         | %            | Voix        | %           |  |
| -------------- | ------------------- | ------------------------- | ------------ | ------------ | ----------- | ----------- |  |
|                | André Mutter        | CNIP                      | 9 137        | 27,44        | 10 456      | 31,01       |  |
|                | Louis Briot élu     | UNR                       | 6 151        | 18,47        | 16 240      | 48,16       |  |
|                | Jean Burles         | PCF                       | 5 494        | 16,5         | 7 024       | 20,83       |  |
|                | Germain Rincent     | SFIO                      | 4 613        | 13,85        | Retrait     | Retrait     |  |
|                | Paul Renou          | Divers droite (Gaulliste) | 3 820        | 11,47        | Retrait     | Retrait     |  |
|                | Henry Supper-Lebois | Radsoc                    | 2 991        | 8,98         | Retrait     | Retrait     |  |
|                | Louis Bougie        | Modérés                   | 1 089        | 3,27         |             |             |  |
|                |                     |                           |              |              |             |             |  |
| Inscrits       | Inscrits            | Inscrits                  | 44 791       | 100,00       | 44 796      | 100,00      |  |
| Abstentions    | Abstentions         | Abstentions               | 10 338       | 23,08        | 10 211      | 22,79       |  |
| Votants        | Votants             | Votants                   | 34 453       | 76,92        | 34 585      | 77,21       |  |
| Blancs et nuls | Blancs et nuls      | Blancs et nuls            | 1 158        | 3,36         | 865         | 2,5         |  |
| Exprimés       | Exprimés            | Exprimés                  | 33 295       | 96,64        | 33 720      | 97,5        |  |

Le suppléant de Louis Briot était Roger Mauclaire, commerçant, ancien résistant (Groupe Montcalm).

### Élections de 1962
| Candidat       | Candidat                  | Parti          | Premier tour | Premier tour | Second tour | Second tour |  |
| Candidat       | Candidat                  | Parti          | Voix         | %            | Voix        | %           |  |
| -------------- | ------------------------- | -------------- | ------------ | ------------ | ----------- | ----------- |  |
|                | Louis Briot sortant réélu | UNR-UDT        | 11 881       | 41,19        | 18 378      | 62,42       |  |
|                | Madeleine Dubois          | PCF            | 6 185        | 21,44        | 11 064      | 37,58       |  |
|                | Pierre Labonde            | CNIP           | 4 704        | 16,31        | Retrait     | Retrait     |  |
|                | Yves Lavoquer             | SFIO           | 4 161        | 14,42        | Retrait     | Retrait     |  |
|                | Henry Supper              | Radsoc         | 1 916        | 6,64         | Retrait     | Retrait     |  |
|                |                           |                |              |              |             |             |  |
| Inscrits       | Inscrits                  | Inscrits       | 43 942       | 100,00       | 43 932      | 100,00      |  |
| Abstentions    | Abstentions               | Abstentions    | 13 970       | 31,79        | 12 720      | 28,95       |  |
| Votants        | Votants                   | Votants        | 29 972       | 68,21        | 31 212      | 71,05       |  |
| Blancs et nuls | Blancs et nuls            | Blancs et nuls | 1 125        | 3,75         | 1 770       | 5,67        |  |
| Exprimés       | Exprimés                  | Exprimés       | 28 847       | 96,25        | 29 442      | 94,33       |  |

Le suppléant de Louis Briot était Roger Mauclaire.

### Élections de 1967
| Candidat       | Candidat                  | Parti          | Premier tour | Premier tour | Second tour | Second tour |  |
| Candidat       | Candidat                  | Parti          | Voix         | %            | Voix        | %           |  |
| -------------- | ------------------------- | -------------- | ------------ | ------------ | ----------- | ----------- |  |
|                | Louis Briot sortant réélu | UD-Ve          | 14 501       | 42,09        | 18 745      | 55,49       |  |
|                | Madeleine Dubois          | PCF            | 8 855        | 25,7         | 15 035      | 44,51       |  |
|                | Aimé Connille             | FGDS (Radical) | 6 394        | 18,56        | Retrait     | Retrait     |  |
|                | André Lignier             | CD (PDM)       | 4 699        | 13,64        | Retrait     | Retrait     |  |
|                |                           |                |              |              |             |             |  |
| Inscrits       | Inscrits                  | Inscrits       | 44 085       | 100,00       | 44 082      | 100,00      |  |
| Abstentions    | Abstentions               | Abstentions    | 8 593        | 19,49        | 8 533       | 19,36       |  |
| Votants        | Votants                   | Votants        | 35 492       | 80,51        | 35 549      | 80,64       |  |
| Blancs et nuls | Blancs et nuls            | Blancs et nuls | 1 043        | 2,94         | 1 769       | 4,98        |  |
| Exprimés       | Exprimés                  | Exprimés       | 34 449       | 97,06        | 33 780      | 95,02       |  |

Le suppléant de Louis Briot était Roger Mauclaire.

### Élections de 1968
| Candidat       | Candidat                  | Parti          | Premier tour | Premier tour | Second tour | Second tour |  |
| Candidat       | Candidat                  | Parti          | Voix         | %            | Voix        | %           |  |
| -------------- | ------------------------- | -------------- | ------------ | ------------ | ----------- | ----------- |  |
|                | Louis Briot sortant réélu | UDR (URP)      | 16 515       | 47,79        | 21 003      | 63,73       |  |
|                | Madeleine Dubois          | PCF            | 6 463        | 18,7         | 11 951      | 36,27       |  |
|                | André Gravelle            | FGDS (SFIO)    | 5 930        | 17,16        | Retrait     | Retrait     |  |
|                | André Beury               | CD (PDM)       | 4 150        | 12,01        |             |             |  |
|                | James Huchard             | PSU            | 1 501        | 4,34         |             |             |  |
|                |                           |                |              |              |             |             |  |
| Inscrits       | Inscrits                  | Inscrits       | 43 915       | 100,00       | 43 914      | 100,00      |  |
| Abstentions    | Abstentions               | Abstentions    | 8 684        | 19,77        | 9 325       | 21,23       |  |
| Votants        | Votants                   | Votants        | 35 231       | 80,23        | 34 589      | 78,77       |  |
| Blancs et nuls | Blancs et nuls            | Blancs et nuls | 672          | 1,91         | 1 635       | 4,73        |  |
| Exprimés       | Exprimés                  | Exprimés       | 34 559       | 98,09        | 32 954      | 95,27       |  |

Le suppléant de Louis Briot était Roger Mauclaire.

### Élections de 1973
| Candidat       | Candidat            | Parti          | Premier tour | Premier tour | Second tour | Second tour |  |
| Candidat       | Candidat            | Parti          | Voix         | %            | Voix        | %           |  |
| -------------- | ------------------- | -------------- | ------------ | ------------ | ----------- | ----------- |  |
|                | Louis Briot sortant | UDR (URP)      | 10 098       | 27,6         | 17 362      | 47,39       |  |
|                | Pierre Micaux       | CR (MR)        | 9 118        | 24,92        | Retrait     | Retrait     |  |
|                | André Gravelle élu  | PS (UGSD)      | 8 501        | 23,24        | 19 273      | 52,61       |  |
|                | Madeleine Dubois    | PCF            | 6 739        | 18,42        | Retrait     | Retrait     |  |
|                | Annick Lehmann      | Rad (MR)       | 1 207        | 3,3          |             |             |  |
|                | Franck Bensussan    | LO             | 923          | 2,52         |             |             |  |
|                |                     |                |              |              |             |             |  |
| Inscrits       | Inscrits            | Inscrits       | 45 502       | 100,00       | 45 496      | 100,00      |  |
| Abstentions    | Abstentions         | Abstentions    | 8 061        | 17,72        | 7 357       | 16,17       |  |
| Votants        | Votants             | Votants        | 37 441       | 82,28        | 38 139      | 83,83       |  |
| Blancs et nuls | Blancs et nuls      | Blancs et nuls | 855          | 2,28         | 1 504       | 3,94        |  |
| Exprimés       | Exprimés            | Exprimés       | 36 586       | 97,72        | 36 635      | 96,06       |  |

Le suppléant d'André Gravelle était Jean Rivet, MRG, docteur en médecine, maire adjoint de Brienne-le-Château.

### Élections de 1978
| Candidat       | Candidat               | Parti          | Premier tour | Premier tour | Second tour | Second tour |  |
| Candidat       | Candidat               | Parti          | Voix         | %            | Voix        | %           |  |
| -------------- | ---------------------- | -------------- | ------------ | ------------ | ----------- | ----------- |  |
|                | André Gravelle sortant | PS             | 12 542       | 28,83        | 21 744      | 48,78       |  |
|                | Pierre Micaux élu      | UDF (PR)       | 10 563       | 24,28        | 22 836      | 51,22       |  |
|                | Yann Gaillard          | RPR            | 10 116       | 23,26        | Retrait     | Retrait     |  |
|                | Marie-Noëlle Lhomme    | PCF            | 6 777        | 15,58        | Retrait     | Retrait     |  |
|                | Catherine Valleroy     | LO             | 1 445        | 3,32         |             |             |  |
|                | Francis Masselin       | MDD            | 1 259        | 2,89         |             |             |  |
|                | Jean-Claude Lefer      | Divers droite  | 794          | 1,83         |             |             |  |
|                |                        |                |              |              |             |             |  |
| Inscrits       | Inscrits               | Inscrits       | 52 491       | 100,00       | 52 482      | 100,00      |  |
| Abstentions    | Abstentions            | Abstentions    | 8 045        | 15,33        | 7 165       | 13,65       |  |
| Votants        | Votants                | Votants        | 44 446       | 84,67        | 45 317      | 86,35       |  |
| Blancs et nuls | Blancs et nuls         | Blancs et nuls | 950          | 2,14         | 737         | 1,63        |  |
| Exprimés       | Exprimés               | Exprimés       | 43 496       | 97,86        | 44 580      | 98,37       |  |

Le suppléant de Pierre Micaux était Jean-Pierre Davot, conseiller général, maire de Bar-sur-Aube.

### Élections de 1981
|                | Pierre Micaux sortant réélu | UDF (PR)       | 19 959 | 51,31  |  |  |  |
|                | Yvan Calvet                 | PS             | 13 851 | 35,61  |  |  |  |
|                | Marie-Noëlle Lhomme         | PCF            | 4 454  | 11,45  |  |  |  |
|                | Robert Gervilliers          | Divers gauche  | 633    | 1,63   |  |  |  |
|                |                             |                |        |        |  |  |  |
| Inscrits       | Inscrits                    | Inscrits       | 54 285 | 100,00 |  |  |  |
| Abstentions    | Abstentions                 | Abstentions    | 14 533 | 26,77  |  |  |  |
| Votants        | Votants                     | Votants        | 39 752 | 73,23  |  |  |  |
| Blancs et nuls | Blancs et nuls              | Blancs et nuls | 855    | 2,15   |  |  |  |
| Exprimés       | Exprimés                    | Exprimés       | 38 897 | 97,85  |  |  |  |

Le suppléant de Pierre Micaux était Jean-Pierre Davot.

### Élections de 1988
| Candidat       | Candidat                    | Parti          | Premier tour | Premier tour | Second tour | Second tour |  |
| Candidat       | Candidat                    | Parti          | Voix         | %            | Voix        | %           |  |
| -------------- | --------------------------- | -------------- | ------------ | ------------ | ----------- | ----------- |  |
|                | Pierre Micaux sortant réélu | UDF (AD) (URC) | 16 124       | 45,92        | 20 986      | 54,66       |  |
|                | Marc Bret                   | PS             | 10 486       | 29,86        | 17 405      | 45,34       |  |
|                | Marie-Noëlle Lhomme         | PCF            | 3 368        | 9,59         |             |             |  |
|                | Bruno Subtil                | FN             | 3 199        | 9,11         |             |             |  |
|                | Anna Zajac                  | Divers droite  | 1 507        | 4,29         |             |             |  |
|                | Jean-Claude Aviat           | POE            | 432          | 1,23         |             |             |  |
|                |                             |                |              |              |             |             |  |
| Inscrits       | Inscrits                    | Inscrits       | 54 921       | 100,00       | 54 923      | 100,00      |  |
| Abstentions    | Abstentions                 | Abstentions    | 18 978       | 34,56        | 15 523      | 28,26       |  |
| Votants        | Votants                     | Votants        | 35 943       | 65,44        | 39 400      | 71,74       |  |
| Blancs et nuls | Blancs et nuls              | Blancs et nuls | 827          | 2,3          | 1 009       | 2,56        |  |
| Exprimés       | Exprimés                    | Exprimés       | 35 116       | 97,7         | 38 391      | 97,44       |  |

Le suppléant de Pierre Micaux était Robert Royer, conseiller général, maire de Pont-Sainte-Marie.

### Élections de 1993
| Candidat       | Candidat                    | Parti          | Premier tour | Premier tour | Second tour | Second tour |  |
| Candidat       | Candidat                    | Parti          | Voix         | %            | Voix        | %           |  |
| -------------- | --------------------------- | -------------- | ------------ | ------------ | ----------- | ----------- |  |
|                | Pierre Micaux sortant réélu | UDF (AD)       | 12 384       | 35,06        | 19 851      | 66,82       |  |
|                | Bruno Subtil                | FN             | 5 521        | 15,63        | 9 855       | 33,18       |  |
|                | Marc Bret                   | PS (ADFP)      | 5 282        | 14,95        |             |             |  |
|                | Pierre Pescarolo            | CPNT           | 3 299        | 9,34         |             |             |  |
|                | Anna Zajac                  | PCF            | 2 555        | 7,23         |             |             |  |
|                | Bruno Dionisi               | GÉ (EÉ)        | 2 484        | 7,03         |             |             |  |
|                | Marie-Jeanne Courtier       | Divers droite  | 2 118        | 6            |             |             |  |
|                | Colette Verdière            | RDRP           | 1 115        | 3,16         |             |             |  |
|                | André Veltin                | CNIP           | 562          | 1,59         |             |             |  |
|                |                             |                |              |              |             |             |  |
| Inscrits       | Inscrits                    | Inscrits       | 53 946       | 100,00       | 53 943      | 100,00      |  |
| Abstentions    | Abstentions                 | Abstentions    | 16 432       | 30,46        | 18 184      | 33,71       |  |
| Votants        | Votants                     | Votants        | 37 514       | 69,54        | 35 759      | 66,29       |  |
| Blancs et nuls | Blancs et nuls              | Blancs et nuls | 2 194        | 5,85         | 6 053       | 16,93       |  |
| Exprimés       | Exprimés                    | Exprimés       | 35 320       | 94,15        | 29 706      | 83,07       |  |

Le suppléant de Pierre Micaux était Claude Bertrand, conseiller général, maire de Creney-près-Troyes.

### Élections de 1997
| Candidat       | Candidat                    | Parti          | Premier tour | Premier tour | Second tour | Second tour |  |
| Candidat       | Candidat                    | Parti          | Voix         | %            | Voix        | %           |  |
| -------------- | --------------------------- | -------------- | ------------ | ------------ | ----------- | ----------- |  |
|                | Pierre Micaux sortant réélu | UDF (AD)       | 9 037        | 25,61        | 17 003      | 43,86       |  |
|                | Marc Bret                   | PS             | 7 936        | 22,49        | 15 112      | 38,98       |  |
|                | Bruno Subtil                | FN             | 7 102        | 20,13        | 6 655       | 17,17       |  |
|                | Jacky Morin                 | PRV            | 3 080        | 8,73         |             |             |  |
|                | Anna Zajac                  | PCF            | 2 099        | 5,95         |             |             |  |
|                | Pierre Pescarolo            | CPNT           | 1 848        | 5,24         |             |             |  |
|                | Monique Bonhomme            | LO             | 1 143        | 3,24         |             |             |  |
|                | André Veltin                | LDI (MPF)      | 1 028        | 2,91         |             |             |  |
|                | Anne Fretey                 | Les Verts      | 880          | 2,49         |             |             |  |
|                | Helena Jeantelot            | GÉ             | 673          | 1,91         |             |             |  |
|                | Rachel Menissier            | MÉI            | 459          | 1,3          |             |             |  |
|                |                             |                |              |              |             |             |  |
| Inscrits       | Inscrits                    | Inscrits       | 53 628       | 100,00       | 53 623      | 100,00      |  |
| Abstentions    | Abstentions                 | Abstentions    | 16 355       | 30,5         | 13 305      | 24,81       |  |
| Votants        | Votants                     | Votants        | 37 273       | 69,5         | 40 318      | 75,19       |  |
| Blancs et nuls | Blancs et nuls              | Blancs et nuls | 1 988        | 5,33         | 1 548       | 3,84        |  |
| Exprimés       | Exprimés                    | Exprimés       | 35 285       | 94,67        | 38 770      | 96,16       |  |

Le suppléant de Pierre Micaux était Claude Bertrand, conseiller général RPR du Canton de Troyes-2, maire de Creney-près-Troyes.

### Élections de 2002
| Candidat       | Candidat                    | Parti          | Premier tour | Premier tour | Second tour | Second tour |  |
| Candidat       | Candidat                    | Parti          | Voix         | %            | Voix        | %           |  |
| -------------- | --------------------------- | -------------- | ------------ | ------------ | ----------- | ----------- |  |
|                | Line Bret                   | PS             | 8 133        | 23,37        | 13 252      | 43,36       |  |
|                | Pierre Micaux sortant réélu | UMP            | 7 837        | 22,52        | 17 312      | 56,64       |  |
|                | Marc Sebeyran               | UDF            | 6 676        | 19,19        |             |             |  |
|                | Bruno Subtil                | FN             | 6 269        | 18,02        |             |             |  |
|                | Michel Roche                | Divers droite  | 3 334        | 9,58         |             |             |  |
|                | Anna Zajac                  | PCF            | 943          | 2,71         |             |             |  |
|                | Monique Bonhomme            | LO             | 703          | 2,02         |             |             |  |
|                | Annelise Glassner           | GÉ             | 353          | 1,01         |             |             |  |
|                | Jacky Béon                  | Divers         | 313          | 0,9          |             |             |  |
|                | Jacqueline Tiriau           | MNR            | 235          | 0,68         |             |             |  |
|                |                             |                |              |              |             |             |  |
| Inscrits       | Inscrits                    | Inscrits       | 55 575       | 100,00       | 55 574      | 100,00      |  |
| Abstentions    | Abstentions                 | Abstentions    | 19 963       | 35,92        | 22 893      | 41,19       |  |
| Votants        | Votants                     | Votants        | 35 612       | 64,08        | 32 681      | 58,81       |  |
| Blancs et nuls | Blancs et nuls              | Blancs et nuls | 816          | 2,29         | 2 117       | 6,48        |  |
| Exprimés       | Exprimés                    | Exprimés       | 34 796       | 97,71        | 30 564      | 93,52       |  |

Le suppléant de Pierre Micaux était Nicolas Dhuicq, maire de Brienne-le-Château.

### Élections de 2007
| Candidat       | Candidat             | Parti          | Premier tour | Premier tour | Second tour | Second tour |  |
| Candidat       | Candidat             | Parti          | Voix         | %            | Voix        | %           |  |
| -------------- | -------------------- | -------------- | ------------ | ------------ | ----------- | ----------- |  |
|                | Nicolas Dhuicq élu   | UMP            | 13 426       | 39,97        | 19 707      | 60,64       |  |
|                | Line Bret            | PS             | 7 747        | 23,06        | 12 793      | 39,36       |  |
|                | Marc Sebeyran        | UDF–MoDem      | 4 314        | 12,84        |             |             |  |
|                | Bruno Subtil         | FN             | 3 195        | 9,51         |             |             |  |
|                | Bruno Lebecq         | Divers droite  | 1 155        | 3,44         |             |             |  |
|                | Anna Zajac           | PCF            | 790          | 2,35         |             |             |  |
|                | Pascal Houplon       | Les Verts      | 730          | 2,17         |             |             |  |
|                | Michel Guéritte      | Divers         | 613          | 1,82         |             |             |  |
|                | Roselyne de Balmain  | MPF            | 424          | 1,26         |             |             |  |
|                | Monique Bonhomme     | LO             | 416          | 1,24         |             |             |  |
|                | Sébastien Fournillon | GÉ             | 350          | 1,04         |             |             |  |
|                | Guy Simard           | Divers         | 239          | 0,71         |             |             |  |
|                | Cathy Imberdis       | MNR            | 194          | 0,58         |             |             |  |
|                |                      |                |              |              |             |             |  |
| Inscrits       | Inscrits             | Inscrits       | 58 054       | 100,00       | 58 061      | 100,00      |  |
| Abstentions    | Abstentions          | Abstentions    | 23 310       | 40,15        | 24 390      | 42,01       |  |
| Votants        | Votants              | Votants        | 34 744       | 59,85        | 33 671      | 57,99       |  |
| Blancs et nuls | Blancs et nuls       | Blancs et nuls | 1 151        | 3,31         | 1 171       | 3,48        |  |
| Exprimés       | Exprimés             | Exprimés       | 33 593       | 96,69        | 32 500      | 96,52       |  |

Le suppléant de Nicolas Dhuicq était Joël Rapinat.

### Élections de 2012
| Candidat       | Candidat                     | Parti          | Premier tour | Premier tour | Second tour | Second tour |  |
| Candidat       | Candidat                     | Parti          | Voix         | %            | Voix        | %           |  |
| -------------- | ---------------------------- | -------------- | ------------ | ------------ | ----------- | ----------- |  |
|                | Nicolas Dhuicq sortant réélu | UMP (NC)       | 13 397       | 35,04        | 17 122      | 44,18       |  |
|                | René Gaudot                  | PRG (PS, EÉLV) | 10 703       | 27,99        | 12 407      | 32,01       |  |
|                | Bruno Subtil                 | RBM (FN)       | 9 669        | 25,29        | 9 226       | 23,80       |  |
|                | Pascal Landréat              | CpF (MoDem)    | 2 560        | 6,70         |             |             |  |
|                | Marie-Laurence Egmann        | MÉI            | 794          | 2,08         |             |             |  |
|                | Lionel Paillard              | LO             | 586          | 1,53         |             |             |  |
|                | Élisabeth Marzé              | DLR            | 529          | 1,38         |             |             |  |
|                |                              |                |              |              |             |             |  |
| Inscrits       | Inscrits                     | Inscrits       | 64 707       | 100,00       | 64 415      | 100,00      |  |
| Abstentions    | Abstentions                  | Abstentions    | 25 693       | 39,71        | 24 937      | 38,71       |  |
| Votants        | Votants                      | Votants        | 39 014       | 60,29        | 39 478      | 61,29       |  |
| Blancs et nuls | Blancs et nuls               | Blancs et nuls | 776          | 1,99         | 723         | 1,83        |  |
| Exprimés       | Exprimés                     | Exprimés       | 38 238       | 98,01        | 38 755      | 98,17       |  |

Le suppléant de Nicolas Dhuicq était Marc Sebeyran, conseiller régional.

### Élections de 2017
|                                                                        |                                                                                         |                           |                           |                          |                          |
|                                                                        |                                                                                         | Premier tour 11 juin 2017 | Premier tour 11 juin 2017 | Second tour 18 juin 2017 | Second tour 18 juin 2017 |
|                                                                        |                                                                                         |                           |                           |                          |                          |
|                                                                        |                                                                                         | Nombre                    | % des inscrits            | Nombre                   | % des inscrits           |
| Inscrits                                                               | Inscrits                                                                                | 64 357                    | 100,00                    | 64 359                   | 100,00                   |
| Abstentions                                                            | Abstentions                                                                             | 30 997                    | 48,16                     | 31 868                   | 49,52                    |
| Votants                                                                | Votants                                                                                 | 33 360                    | 51,84                     | 32 491                   | 50,48                    |
|                                                                        |                                                                                         |                           | % des votants             |                          | % des votants            |
| Bulletins blancs                                                       | Bulletins blancs                                                                        | 568                       | 1,70                      | 1 072                    | 3,30                     |
| Bulletins nuls                                                         | Bulletins nuls                                                                          | 209                       | 0,63                      | 327                      | 1,01                     |
| Suffrages exprimés                                                     | Suffrages exprimés                                                                      | 32 583                    | 97,67                     | 31 092                   | 95,69                    |
|                                                                        |                                                                                         |                           |                           |                          |                          |
| Candidat Étiquette politique (partis et alliances)                     | Candidat Étiquette politique (partis et alliances)                                      | Voix                      | % des exprimés            | Voix                     | % des exprimés           |
|                                                                        |                                                                                         |                           |                           |                          |                          |
|                                                                        | Grégory Besson-Moreau La République en marche !                                         | 9 730                     | 29,86                     | 11 336                   | 36,46                    |
|                                                                        | Nicolas Dhuicq (député sortant) Les Républicains (Union des démocrates et indépendants) | 8 369                     | 25,69                     | 10 977                   | 35,30                    |
|                                                                        | Bruno Subtil Front national                                                             | 8 109                     | 24,89                     | 8 779                    | 28,24                    |
|                                                                        | Michel Bach La France insoumise                                                         | 2 500                     | 7,67                      |                          |                          |
|                                                                        | Michel Guéritte Écologiste                                                              | 875                       | 2,69                      |                          |                          |
|                                                                        | Emmanuel Provin Divers (Parti socialiste diss.)                                         | 852                       | 2,61                      |                          |                          |
|                                                                        | Marie Gatard-Lafond Parti communiste français                                           | 558                       | 1,71                      |                          |                          |
|                                                                        | Ghislain Wysocinski Écologiste (Mouvement 100 % - Alliance écologiste indépendante)     | 353                       | 1,08                      |                          |                          |
|                                                                        | Yves Samonati Divers droite                                                             | 333                       | 1,02                      |                          |                          |
|                                                                        | Claude Hecquet Divers                                                                   | 274                       | 0,84                      |                          |                          |
|                                                                        | Lionel Paillard Lutte ouvrière                                                          | 220                       | 0,68                      |                          |                          |
|                                                                        | Emmanuel Chathuant Divers (Union populaire républicaine)                                | 216                       | 0,66                      |                          |                          |
|                                                                        | Annie Darde Divers (Parti du vote blanc)                                                | 194                       | 0,60                      |                          |                          |
| Source : Ministère de l'Intérieur - Première circonscription de l'Aube |                                                                                         |                           |                           |                          |                          |

Le suppléant de Grégory Besson-Moreau était Nicolas Bideaux, conseiller municipal de Vendeuvre-sur-Barse.

### Élections de 2022
Les élections législatives françaises de 2022 se déroulent les dimanches 12 et 19 juin 2022.
| Résultats des élections législatives des 12 et 19 juin 2022 de la 1re circonscription de l'Aube |                          |                          |                          |              |              |             |             |
| Candidat                                                                                        | Candidat                 | Parti et coalition       | Nuance                   | Premier tour | Premier tour | Second tour | Second tour |
| Candidat                                                                                        | Candidat                 | Parti et coalition       | Nuance                   | Voix         | %            | Voix        | %           |
|                                                                                                 | Jordan Guitton,          | RN                       | RN                       | 11 406       | 36,31        | 16 093      | 53,89       |
|                                                                                                 | Grégory Besson-Moreau    | LREM (ENS)               | ENS                      | 7 615        | 24,24        | 13 770      | 46,11       |
|                                                                                                 | Stéphanie Fraenkel,      | LR (UDC)                 | LR                       | 5 093        | 16,21        |             |             |
|                                                                                                 | Laurent Spagnesi,        | EELV (NUPES)             | NUP                      | 4 558        | 14,51        |             |             |
|                                                                                                 | Hervé Giacomoni,         | REC                      | REC                      | 1 106        | 3,52         |             |             |
|                                                                                                 | Marie-Élisabeth Canaud   | SE                       | DIV                      | 884          | 2,81         |             |             |
|                                                                                                 | Lionel Paillard          | LO                       | DXG                      | 429          | 1,37         |             |             |
|                                                                                                 | Lydie Piéplu             | RES                      | DVC                      | 324          | 1,03         |             |             |
| Votes valides                                                                                   | Votes valides            | Votes valides            | Votes valides            | 31 415       | 97,91        | 29 863      | 93,97       |
| Votes blancs                                                                                    | Votes blancs             | Votes blancs             | Votes blancs             | 505          | 1,57         | 1 389       | 4,37        |
| Votes nuls                                                                                      | Votes nuls               | Votes nuls               | Votes nuls               | 167          | 0,52         | 527         | 1,66        |
| Total                                                                                           | Total                    | Total                    | Total                    | 32 087       | 100          | 31 779      | 100         |
| Abstention                                                                                      | Abstention               | Abstention               | Abstention               | 32 449       | 50,28        | 32 773      | 50,77       |
| Inscrits / participation                                                                        | Inscrits / participation | Inscrits / participation | Inscrits / participation | 64 536       | 49,72        | 64 552      | 49,23       |

La suppléante de Jordan Guitton était Katia Da Rocha, restauratrice à Mussy-sur-Seine.

### Élections de 2024
| Candidat                 | Candidat                 | Parti et coalition       | Nuance                   | Premier tour | Premier tour |
| Candidat                 | Candidat                 | Parti et coalition       | Nuance                   | Voix         | %            |
| ------------------------ | ------------------------ | ------------------------ | ------------------------ | ------------ | ------------ |
|                          | Jordan Guitton           | RN                       | RN                       | 22 636       | 53,84        |
|                          | Philippe Beury           | RE (ENS)                 | ENS                      | 7 898        | 18,79        |
|                          | Alice Barry              | PS (NFP)                 | UG                       | 6 019        | 14,32        |
|                          | Chris Manieri-Bigorgne   | LR                       | LR                       | 4 921        | 11,70        |
|                          | Lionel Paillard          | LO                       | EXG                      | 570          | 1,36         |
|                          |                          |                          |                          |              |              |
| Votes valides            | Votes valides            | Votes valides            | Votes valides            | 42 044       | 96,67        |
| Votes blancs             | Votes blancs             | Votes blancs             | Votes blancs             | 835          | 1,92         |
| Votes nuls               | Votes nuls               | Votes nuls               | Votes nuls               | 615          | 1,41         |
| Total                    | Total                    | Total                    | Total                    | 43 494       | 100          |
| Abstention               | Abstention               | Abstention               | Abstention               | 20 478       | 32,01        |
| Inscrits / participation | Inscrits / participation | Inscrits / participation | Inscrits / participation | 63 972       | 67,99        |

Le suppléant de Jordan Guitton est Adrien Thiébaut, de Chavanges, collaborateur.